# Mistrovství světa v lyžařském orientačním běhu
Mistrovství světa v lyžařském orientačním běhu – (World Ski-orienteering Championships - Ski-WOC) je oficiálním šampionátem v lyžařském orientačním běhu. Mistrovství světa je pořádáno každý lichý rok. Program zahrnuje sprint, middle, long a štafety pro muže i ženy. První mistrovství světa se konalo v roce 1975.

## Seznam mistrovství světa
| Rok  | Datum                 | Pořadatelská země                   |
| ---- | --------------------- | ----------------------------------- |
| 1975 | 26. – 28. únor        | Hyvinkää, Finsko                    |
| 1977 | 25. – 27. březen      | Velingrad, Bulharsko                |
| 1980 | 26. únor – 1. březen  | Avesta, Švédsko                     |
| 1982 | 8. – 12. únor         | Aigen, Rakousko                     |
| 1984 | 30. leden – 4. únor   | Lavarone, Itálie                    |
| 1986 | 19. – 24. únor        | Batak, Bulharsko                    |
| 1988 | 2. – 6. březen        | Kuopio, Finsko                      |
| 1990 | 1. – 4. březen        | Skellefteå, Švédsko                 |
| 1992 | 28. leden – 2. únor   | Pontarlier, Francie                 |
| 1994 | 1. únor – 5. únor     | Val di Non, Itálie                  |
| 1996 | 19. únor – 24. únor   | Lillehammer, Norsko                 |
| 1998 | 19. leden – 25. leden | Windischgarsten, Rakousko           |
| 2000 | 28. únor – 5. březen  | Krasnojarsk, Rusko                  |
| 2002 | 23. únor – 2. březen  | Borovetz, Bulharsko                 |
| 2004 | 11. – 15. únor        | Östersund, Švédsko                  |
| 2005 | 5. – 12. březen       | Levi, Finsko                        |
| 2007 | 23. únor – 3. březen  | Moskva, Rusko                       |
| 2009 | 3. – 8. březen        | Rusutsu, Japonsko                   |
| 2011 | 20. – 28. březen      | Tänndalen, Švédsko                  |
| 2013 | 3. – 11. březen       | Ridder, Kazachstán                  |
| 2015 | 7. – 15. březen       | Løten, Norsko                       |
| 2017 | 6. – 12. březen       | Krasnojarsk, Rusko                  |
| 2019 | 19. – 24. březen      | Piteå, Švédsko                      |
| 2020 |                       | zrušeno z důvodu pandemie covidu-19 |
| 2021 | 22. – 28. březen      | Kääriku, Estonsko                   |
| 2022 | 15. – 19. březen      | Keminmaa, Finsko                    |
| 2023 |                       | neproběhlo                          |

## Klasická trať/Long
Závod na klasické trati se běhá od roku 1975 – 1986. A od roku 1988 se tento závod běhá jako Long "dlouhá vzdálenost".

### Muži
| Rok  | Zlato                | Stříbro           | Bronz                       | Parametry |
| ---- | -------------------- | ----------------- | --------------------------- | --------- |
| 1975 | Olavi Svanberg       | Jorma Karvonen    | Heimo Taskinen              | 23.4 km   |
| 1977 | Örjan Svahn          | Pekka Pökälä      | Jorma Karvonen              | 22.0 km   |
| 1980 | Pertti Tikka         | Jan-Erik Thorn    | Matti Väisänen              | 23.9 km   |
| 1982 | Olavi Svanberg       | Pertti Tikka      | Sigurd Dæhli                | 20.5 km   |
| 1984 | Anssi Juutilainen    | Stefan Larsson    | Pertti Tikka                | 19.6 km   |
| 1986 | Claes Berglund       | Anssi Juutilainen | Hannu Koponen               | 19.1 km   |
| 1988 | Anssi Juutilainen    | Hannu Koponen     | Anders Björkman             |           |
| 1990 | Anders Björkman      | Stig Mattsson     | Vidar Benjaminsen           |           |
| 1992 | Vidar Benjaminsen    | Vesa Mäkipää      | Ivan Kuzmin                 | 25.0 km   |
| 1994 | Nicolo Corradini     | Lars Lystad       | Vladislav Kormščikov        | 17.7 km   |
| 1996 | Nicolo Corradini     | Vidar Benjaminsen | Bertil Nordqvist            | 22.0 km   |
| 1998 | Viktor Korčagin      | Pekka Varis       | Nicolo Corradini            | 21.0 km   |
| 2000 | Vladislav Kormščikov | Jukka Lanki       | Andrej Gruzdev              |           |
| 2002 | Matti Keskinarkaus   | Eduard Chrennikov | Raino Pesu Bertil Nordqvist | 19.85 km  |
| 2004 | Eduard Chrennikov    | Tomas Löfgren     | Tommy Olsen                 | 23.23 km  |
| 2005 | Eduard Chrennikov    | Andrej Gruzdev    | Jukka Lanki                 | 25.5 km   |
| 2007 | Eduard Chrennikov    | Kirill Veselov    | Andrej Gruzdev              | 24.81 km  |
| 2009 | Andrei Lamov         | Eduard Chrennikov | Olli-Markus Taivainen       |           |
| 2011 | Andrej Grigoriev     | Staffan Tunis     | Vladimir Barčukov           |           |
| 2013 | Peter Arnesson       | Janne Häkkinen    | Staffan Tunis               |           |
| 2015 | Lars Moholdt         | Andrej Lamov      | Staffan Tunis               |           |
| 2017 | Erik Rost            | Kirill Veselov    | Lars Moholdt                | 8.2 km    |
| 2019 | Andrej Lamov         | Lars Moholdt      | Tero Linnainmaa             |           |

### Ženy
| Rok  | Zlato                    | Stříbro            | Bronz             | Parametry |
| ---- | ------------------------ | ------------------ | ----------------- | --------- |
| 1975 | Sinikka Kukkonen         | Agneta Mansson     | Lena Samuelsson   | 13.8 km   |
| 1977 | Marianne Bogestedt       | Sonja Johannesson  | Sinikka Kukkonen  | 13.0 km   |
| 1980 | Mirja Puhakka            | Kaija Silvennoinen | Ann Larsson       | 15.6 km   |
| 1982 | Arja Hannus              | Mirja Puhakka      | Sirpa Kukkonen    | 13.0 km   |
| 1984 | Mirja Puhakka            | Lena Isaksson      | Ann Larsson       | 14.2 km   |
| 1986 | Ragnhild Bratberg        | Arja Hannus        | Virpi Juutilainen | 12.6 km   |
| 1988 | Virpi Juutilainen        | Ragnhild Bratberg  | Sirpa Kukkonen    | 12.1 km   |
| 1990 | Ragnhild Bratberg        | Arja Hannus        | Annika Zell       | 18.95 km  |
| 1992 | Annika Zell              | Mirja Ojanen       | Arja Hannus       | 13.0 km   |
| 1994 | Pepa Milusheva           | Virpi Juutilainen  | Maret Vaher       | 13.0 km   |
| 1996 | Annika Zell              | Hilde G.Pedersen   | Arja Nuolioja     | 14.0 km   |
| 1998 | Liisa Anttila            | Annika Zell        | Lena Hasselstrom  | 15.6 km   |
| 2000 | Arja Hannus              | Liisa Anttila      | Hanna Kosonen     |           |
| 2002 | Lena Hasselstrom         | Erja Jokinen       | Mervi Väisänen    | 13.7 km   |
| 2004 | Stine Hjermstad Kirkevik | Hannele Valkonen   | Natalia Tomilova  | 15.94 km  |
| 2005 | Tatiana Vlasova          | Natalia Tomilova   | Olga Ševčenko     | 18.1 km   |
| 2007 | Tatiana Vlasova          | Hannele Valkonen   | Reenaas Marte     | 13.91 km  |
| 2009 | Anastasia Kravčenko      | Barbora Chudíková  | Helene Söderlund  |           |

## Krátká trať/Middle
Závod na krátké trati se běhá od roku 1988 – 2000. A od roku 2002 se tento závod běhá jako Middle "střední vzdálenost".

### Muži
| Rok  | Zlato                         | Stříbro           | Bronz              | Parametry |
| ---- | ----------------------------- | ----------------- | ------------------ | --------- |
| 1988 | Hannu Koponen                 | Vidar Benjaminsen | Anssi Juutilainen  | 9.2 km    |
| 1990 | Anssi Juutilainen             | Vidar Benjaminsen | Anders Björkman    | 12.31 km  |
| 1992 | Vidar Benjaminsen             | Vesa Mäkipää      | Ivan Kuzmin        | 10.0 km   |
| 1994 | Nicolo Corradini Ivan Kuzmin  |                   | Vidar Benjaminsen  | 7.7 km    |
| 1996 | Bjorn Lans                    | Vidar Benjaminsen | Raino Pesu         | 8.0 km    |
| 1998 | Raino Pesu                    | Suleys Nerijus    | Kjetil Ulven       | 10.8 km   |
| 2000 | Nicolo Corradini              | Eduard Chrennikov | Andrej Gruzdev     |           |
| 2002 | Eduard Chrennikov             | Andrej Gruzdev    | Kjetil Ulven       | 11.2 km   |
| 2004 | Tomas Löfgren                 | Tommy Olsen       | Arto Lilja         | 12.38 km  |
| 2005 | Ruslan Gritsan Andrej Gruzdev |                   | Eduard Chrennikov  | 12.7 km   |
| 2007 | Eduard Chrennikov             | Staffan Tunis     | Kirill Veselov     | 11.48 km  |
| 2009 | Olli-Markus Taivainen         | Staffan Tunis     | Matti Keskinarkaus |           |

### Ženy
| Rok  | Zlato                    | Stříbro                            | Bronz             | Parametry |
| ---- | ------------------------ | ---------------------------------- | ----------------- | --------- |
| 1988 | Ragnhild Bratberg        | Virpi Juutilainen                  | Sirpa Kukkonen    | 6.7 km    |
| 1990 | Ragnhild Bratberg        | Virpi Juutilainen                  | Arja Hannus       | 9.23 km   |
| 1992 | Arja Hannus              | Virpi Juutilainen                  | Annika Zell       | 7.0 km    |
| 1994 | Virpi Juutilainen        | Sanna Savolainen Hilde G. Pedersen |                   | 5.5 km    |
| 1996 | Arja Nuolioja            | Annika Zell                        | Svetlana Haustova | 6.0 km    |
| 1998 | Annika Zell              | Lena Hasselstrom                   | Liisa Anttila     | 8.6 km    |
| 2000 | Tatiana Vlasova          | Lena Hasselstrom                   | Liisa Anttila     |           |
| 2002 | Stina Grenholm           | Erja Jokinen                       | Lena Hasselstrom  | 8.4 km    |
| 2004 | Stine Hjermstad Kirkevik | Marie Lund                         | Stina Grenholm    | 9.03 km   |
| 2005 | Tatiana Vlasova          | Erja Jokinen                       | Stina Grenholm    | 10.1 km   |
| 2007 | Tatiana Vlasova          | Liisa Anttila                      | Natalia Tomilova  | 7.45 km   |
| 2009 | Tatiana Vlasova          | Helene Söderlund                   | Josefine Engström |           |

## Sprint
Tento závod se běhá od roku 2002.

### Muži
| Rok  | Zlato              | Stříbro               | Bronz          | Parametry |
| ---- | ------------------ | --------------------- | -------------- | --------- |
| 2002 | Andrej Gruzdev     | Viktor Korčagin       | Raino Pesu     | 4.2 km    |
| 2004 | Eduard Chrennikov  | Bengt Leandersson     | Peter Arnesson | 3.96 km   |
| 2005 | Matti Keskinarkaus | Bertil Nordqvist      | Tobias Aslund  | 3.9 km    |
| 2007 | Eduard Chrennikov  | Vadim Tolstopjatov    | Staffan Tunis  | 3.84 km   |
| 2009 | Andrej Lamov       | Olli-Markus Taivainen | Staffan Tunis  |           |

### Ženy
| Rok  | Zlato                    | Stříbro          | Bronz                         | Parametry |
| ---- | ------------------------ | ---------------- | ----------------------------- | --------- |
| 2002 | Lena Hasselstrom         | Erja Jokinen     | Tatiana Vlasova               | 3.3 km    |
| 2004 | Tatiana Vlasova          | Liisa Anttila    | Stine Hjermstad Kirkevik      | 3.48 km   |
| 2005 | Stine Hjermstad Kirkevik | Erja Jokinen     | Katja Rajaniemi               | 3.6 km    |
| 2007 | Tatiana Vlasova          | Olga Novikova    | Liisa Anttila Tatiana Kozlova | 2.79 km   |
| 2009 | Hannele Tonna            | Helene Söderlund | Tatiana Vlasova               |           |

## Štafety

### Muži
| Rok  | Zlato                                                                       | Stříbro                                                                       | Bronz                                                                     | Parametry |
| ---- | --------------------------------------------------------------------------- | ----------------------------------------------------------------------------- | ------------------------------------------------------------------------- | --------- |
| 1975 | Finsko Pekka Pökälä Heimo Taskinen Jorma Karvonen Olavi Svanberg            | Švédsko Lars-Ivar Svensson Sven-Olof Bergvall Jerkell Axelsson Stefan Persson | Švýcarsko Hans-Ruedi Stämpfli Res Räber Heinz Oswald Hans Gerber          |           |
| 1977 | Švédsko Sven-Olof Bergvall Örjan Svahn Bo Larsson Stefan Persson            | Bulharsko Lubomir Stojev Alexi Arisanov Ratscho Christov Ivan Nenov           | Československo Jan Pachner Jaroslav Kačmarčík Jiří Ticháček Jaromír Gorný |           |
| 1980 | Švédsko Lasse Jonsson Stefan Persson Bo Larsson Jan-Erik Thorn              | Finsko Timo Mutikainen Matti Väisänen Olavi Svanberg Pertti Tikka             | Bulharsko Lubomir Stojev Peter Pankov Vasil Shandurkov Ivan Nenov         |           |
| 1982 | Švédsko Magnus Löfstedt Claes Berglund Stefan Persson Jan-Erik Thorn        | Norsko Finn Kinneberg Tore Sagvolden Morten Berglia Sigurd Dähli              | Finsko Veli-Matti Pellinen Matti Väisänen Pertti Tikka Olavi Svanberg     |           |
| 1984 | Švédsko Stefan Larsson Ove Boström Jan-Erik Thorn Claes Berglund            | Finsko Pertti Tikka Olavi Svanberg Matti Väisänen Veli-Matti Pellinen         | Norsko Finn Kinneberg Morten Berglia Sigurd Dähli Vidar Benjaminsen       |           |
| 1986 | Norsko Sigurd Dähli Lars Lystad Audun Knutsen Vidar Benjaminsen             | Bulharsko Georgi Hadjimitev Krum Sergiev Lubomir Dejanov Ignat Orlov          | Finsko Hannu Koponen Veli-Matti Pellinen Mikko Kosonen Anssi Juutilainen  |           |
| 1988 | Finsko Hannu Koponen Juha Kirvesmies Mikko Kosonen Anssi Juutilainen        | Švédsko Stig Mattsson Claes Berglund Anders Björkman Jonas Bauer              | Norsko Kjetil Ulven Lars Lystad Erlend Slokvik Vidar Benjaminsen          |           |
| 1990 | Švédsko Stig Mattsson Jonas Engdahl Bo Engdahl Anders Björkman              | Finsko Hannu Koponen Vesa Mäkipää Risto Linnainmaa Anssi Juutilainen          | Norsko Kjetil Ulven Harald Svergia Vidar Benjaminsen Erlend Slokvik       |           |
| 1992 | Finsko Eero Haapasalmi Stefan Borgman Anssi Juutilainen Vesa Mäkipää        | Rusko Viktor Korčagin Nikolaj Bondar Vladislav Kormščikov Ivan Kuzmin         | Norsko Kjetil Ulven Harald Svergia Lars Lystad Vidar Benjaminsen          |           |
| 1994 | Norsko Kjetil Ulven Lars Lystad Harald Svergia Vidar Benjaminsen            | Finsko Raino Pesu Markku Järvinen Vesa Mäkipää Anssi Juutilainen              | Rusko Viktor Korčagin Nikolaj Bondar Ivan Kuzmin Vladislav Kormščikov     |           |
| 1996 | Švédsko Per-Ove Bergqvist Mikael Lindmark Björn Lans Bertil Nordqvist       | Finsko Arto Lilja Markku Järvinen Raino Pesu Vesa Mäkipää                     | Norsko Harald Svergia Kjetil Ulven Lars Lystad Vidar Benjaminsen          |           |
| 1998 | Rusko Nikolaj Bondar Eduard Chrennikov Viktor Korčagin Vladislav Kormščikov | Švédsko Björn Lans Mikael Lindmark Claes Turesson Bertil Nordqvist            | Finsko Jukka Lanki Matti Keskinarkaus Raino Pesu Vesa Mäkipää             |           |
| 2000 | Rusko Andrej Gruzdev Viktor Korčagin Vladislav Kormščikov Eduard Hrennikov  | Finsko Raino Pesu Pekka Varis Jukka Lanki Matti Keskinarkaus                  | Švédsko Tomas Löfgren Claes Turesson Bertil Nordqvist Björn Lans          |           |
| 2002 | Rusko Andrej Gruzdev Ruslan Gritsan Viktor Korčagin Eduard Chrennikov       | Finsko Jukka Lanki Matti Keskinarkaus Arto Lilja Raino Pesu                   | Švédsko Peter Dahlberg Claes Turesson Peter Arnesson Bertil Nordqvist     |           |
| 2004 | Rusko Vasilij Gluharjov Andrei Gruzdev Ruslan Gritsan Eduard Chrennikov     | Norsko Øystein Kvaal Østerbø Anders Hauge Eivind Tonna Tommy Olsen            | Finsko Teemu Köngäs Arto Lilja Jukka Lanki Matti Keskinarkaus             |           |
| 2005 | Rusko Andrej Gruzdev Ruslan Gritsan Eduard Chrennikov                       | Finsko Jukka Lanki Arto Lilja Matti Keskinarkaus                              | Švédsko Tobias Åslund Bertil Nordqvist Peter Arnesson                     |           |
| 2007 | Rusko Andrej Gruzdev Kiril Veselov Eduard Chrennikov                        | Švédsko Peter Arnesson Erik Rost Tomas Löfgren                                | Švýcarsko Christian Hohl Boris Fischer Christian Spoerry                  |           |
| 2009 | Finsko Teemu Köngäs Matti Keskinarkaus Staffan Tunis                        | Rusko Vladimir Barčukov Andrej Grigorjev Andrej Lamov                         | Švédsko Daniel Nordebo Peter Arnesson Erik Rost                           |           |

### Ženy
| Rok  | Zlato                                                         | Stříbro                                                       | Bronz                                                           | Parametry |
| ---- | ------------------------------------------------------------- | ------------------------------------------------------------- | --------------------------------------------------------------- | --------- |
| 1975 | Finsko Raili Sallinen Aila Flöjt Sinikka Kukkonen             | Švédsko Lena Samuelsson Agneta Månsson Marianne Bogestedt     | Spojené království Patricia Murphy Isobel Inglis Frances Murray |           |
| 1977 | Finsko Kaija Halonen Aila Flöjt Sinikka Kukkonen              | Švédsko Marianne Bogestedt Sonja Johannesson Susanne Lindgren | Československo Dana Ticháčková Renata Vlachová Anna Handzlová   |           |
| 1980 | Finsko Mirja Puhakka Kaija Silvennoinen Sinikka Kukkonen      | Švédsko Ulla Klingström Marianne Bogestedt Ann Larsson        | Československo Dana Ticháčková Anna Gavendová Svatava Nováková  |           |
| 1982 | Švédsko Ulla Klingström Susanne Lindgren Arja Hannus          | Finsko Sinikka Kukkonen Sirpa Kukkonen Mirja Puhakka          | Norsko Ranveig Narbuvold Sidsel Owren Toril Hallan              |           |
| 1984 | Švédsko Marie Gustafsson Ann Larsson Lena Isaksson            | Finsko Irmeli Peltola Kaija Silvennoinen Mirja Puhakka        | Bulharsko Marinella Dosseva Pepa Milusheva Giulka Milusheva     |           |
| 1986 | Norsko Toril Hallan Ellen Olsvik Ragnhild Bratberg            | Švédsko Ulla Klingström Annika Zell Arja Hannus               | Bulharsko Marinella Orlova Dimitrinka Christova Pepa Milusheva  |           |
| 1988 | Finsko Sirpa Kukkonen Anne Benjaminsen Virpi Juutilainen      | Norsko Anne Svingheim Toril Hallan Ragnhild Bratberg          | Švédsko Ann-Charlotte Carlsson Arja Hannus Maria Bergfält       |           |
| 1990 | Finsko Riitta Karjalainen Mirja Linnainmaa Virpi Juutilainen  | Švédsko Lena Hasselström Annika Zell Arja Hannus              | Norsko Anne Svingheim Kritina Tollefsen Ragnhild Bratberg       |           |
| 1992 | Švédsko Ann-Charlotte Carlsson Annika Zell Arja Hannus        | Finsko Riitta Karjalainen Mirja Ojanen Virpi Juutilainen      | Norsko Anne Marit Korsvold Kristine Ödegaard Hilde G. Pedersen  |           |
| 1994 | Švédsko Ann-Charlotte Carlsson Annika Zell Lena Hasselström   | Norsko Anne Marit Korsvold Valborg Madslien Hilde G. Pedersen | Finsko Arja Nuolioja Sanna Savolainen Virpi Juutilainen         |           |
| 1996 | Švédsko Ann-Charlotte Carlsson Erica Johansson Annika Zell    | Rusko Jekatěrina Petrova Natalia Frei Svetlana Haustova       | Finsko Terhi Holster Virpi Juutilainen Arja Nuolioja            |           |
| 1998 | Finsko Mervi Anttila Terhi Holster Liisa Anttila              | Švédsko Annika Zell Arja Hannus Lena Hasselström              | Norsko Hanne Sletner Valborg Madslien Hilde G. Pedersen         |           |
| 2000 | Finsko Mervi Anttila Hanna Kosonen Liisa Anttila              | Švédsko Annika Zell Arja Hannus Lena Hasselström              | Rusko Irina Oniščenko Tatjana Vlasova Svetlana Haustova         |           |
| 2002 | Rusko Irina Oniščenko Natalja Tomilova Tatjana Vlasova        | Švédsko Stine Grenholm Ida Wirkström Lena Hasselström         | Finsko Salla Lehto Katja Rajaniemi Erja Jokinen                 |           |
| 2004 | Finsko Hannele Valkonen Erja Jokinen Liisa Anttila            | Rusko Irina Oniščenko Tatjana Vlasova Natalja Tomilova        | Švédsko Ida Wirkström-Holmgren Marie Lund Stina Grenholm        |           |
| 2005 | Norsko Kjersti Reenaas Marte Reenaas Stine Hjermstad-Kirkevik | Švédsko Marie Lund Ingela Jönsson Stina Grenholm              | Finsko Hannele Valkonen Erja Jokinen Liisa Anttila              |           |
| 2007 | Rusko Olga Ševčenko Natalja Tomilova Tatjana Vlasova          | Finsko Hannele Valkonen Erja Jokinen Liisa Anttila            | Švédsko Åsa Zetterberg-Eriksson Anna Holmgren Erica Johansson   |           |
| 2009 | Švédsko Marie Ohlsson Josefine Engström Helene Söderlund      | Rusko Anastasija Kravčenko Polina Malčikova Tatjana Vlasova   | Česko Helena Randáková Simona Karochová Barbora Chudíková       |           |